# 20,3-cm-Schnelladekanone C/34
Die 20,3-cm-Schnelladekanone C/34 (20,3-cm-S.K. C/34) war ein Schiffsgeschütz der deutschen Kriegsmarine, welches im Zweiten Weltkrieg zum Einsatz kam. Es wurde auf den Schweren Kreuzern der Admiral-Hipper-Klasse verbaut und als Küstenartillerie verwendet.

## Küstenartillerie
Alle vier Geschütztürme des unfertigen Schweren Kreuzers Seydlitz wurden als Küstenartillerie in Frankreich installiert. Die Türme Anton und Dora wurden in der Batterie Karola auf der Île de Ré (4./Marine Artillerie Abteilung 282) verbaut, die Türme Bruno und Cäsar wurden als Bewaffnung der Batterie Seydlitz auf der Île de Groix (5./Marine Artillerie Abteilung 264) verwendet.
Acht Geschütze wurden an das Heer abgegeben und zu Eisenbahngeschützen 20,3-cm-Kanone (E) umgebaut. Wegen Problemen bei der Versorgung mit Munition wurden sie zentralisiert zur Küstenverteidigung bei Brest und Cherbourg herangezogen.

## Beschreibung
Rohrart: 3 Lagen und loses Futterohr mit waagerechtem Keilverschluss

## Technische Daten

### Lafette
- Bezeichnung:             20,3 cm Drh.L. C/34
- Gewicht:                 248 t
- Kaliber:                 20,3 cm
- Rohrzahl:                2
- Anzahl der Richtachsen:  2
- Mündungsgeschwindigkeit: 925 m/s
- größte Erhöhung:         37°
- größte Senkung:          −10°
- größte Schussweite:      32.200 m
- größte Flughöhe:         10.150 m
- Lebensdauer:             600 Schuss
- Feuergeschwindigkeit:    ~4,5 Schuss je Rohr und Min.
- max. Schwenkgeschw:      8°/s
- max. Höhenrichtgeschw:   8°/s[1]

### Munition

#### Geschosse
- Panzersprenggranate mit Bodenzünder und ballistischer Haube – Psgr L/4,4 m Bdz (m. Haube) zu 122 kg
- Sprenggranate mit Bodenzünder und ballistischer Haube – Spgr L/4,7 m Bdz (m. Haube) zu 122 kg
- Sprenggranate mit Kopfzünder und ballistischer Haube – Spgr L/4,7 KZ (m. Haube) zu 122 kg

#### Treibladung
- Hülsenkartusche: ~46,6 kg
- Vorkartusche:     18,5 kg[2]

## Leistung
- Durchschlagsleistung (Psgr m.Bdz):[3]

| Entfernung [km] | Auftreff- geschwindigkeit [m/s] | Fallwinkel [°] | Durchschlag vertikal (KC nA) * [mm] | Durchschlag horizontal (Wh) * [mm] |
| --------------- | ------------------------------- | -------------- | ----------------------------------- | ---------------------------------- |
| 0               | 925                             | 0              | >280                                |                                    |
| 5               | 745                             | 2,5            | >280                                | keine Ang.                         |
| 10              | 580                             | 6              | 265                                 | keine Ang.                         |
| 15              | 465                             | 13             | 188                                 | keine Ang.                         |
| 20              | 380                             | 23             | 133                                 | 50                                 |
| 25              | 355                             | 36,5           | 107                                 | 67                                 |
| 30              | 360                             | 48,5           | ca. 70                              | 90                                 |

Die Durchschlagleistung der Sprenggranate mit Bodenzünder erreicht etwa 70 % der nominellen Durchschlagleistung der Panzersprenggranate. Sie zerbricht jedoch gegen gehärtetes Panzermaterial.
Die Sprenggranate mit Kopfzünder verursacht beim Auftreffen Löcher von etwa 32 cm Durchmesser in 50 mm Panzermaterial bzw. von etwa 120 cm Durchmesser in 30 mm Panzermaterial.